# Mesene babosa
Mesene babosa is een vlindersoort uit de familie van de prachtvlinders (Riodinidae), onderfamilie Riodininae.
Mesene babosa werd in 1995 beschreven door Hall, J & Willmott.